# 路易威登
路易威登（發音：[lwi vɥiˈtɔ̃]，通常缩写为LV），法国奢侈品品牌，由路易·威登于1854年在巴黎创立。20世紀时，路易威登便已成為了皮具界的顶尖品牌。现如今，路易·威登经营产品包括手提包，旅行用品，小型皮具，配饰，鞋履，成衣，腕表，高级珠宝及个性化订制服务等。
2017年6月6日，路易威登在《2017年BrandZ最具价值全球品牌100强》中名列第29位。其總部位于法國巴黎香榭麗舍大道。

## 历史
1854年，路易·威登娶了同为33岁的艾米莉·克勒芒斯·巴利沃为妻。三年之后，路易和艾米莉的儿子乔治·威登出生。
1860年，为了适应越来越强烈的市场需求，路易将他的工厂由巴黎迁移至阿斯涅尔。
1867年，路易·威登在世界博览会上赢得一枚铜质奖章，这使得原本就已经颇受欢迎的“路易·威登”品牌更加声名大噪，并且其影响力开始逐渐走出法国，成为国际知名品牌。
1869年，埃及帕夏（总督）伊斯梅尔订购了一套路易·威登的皮箱。
1877年，俄国皇储尼古拉也订购了一套；西班牙国王阿尔封斯十二世也曾专门订购路易·威登的皮箱。
1871年，路易·威登再次迁移至斯格里布大街1号。路易·威登将帆布用于装饰皮箱表面是非常高明的，因为它可以有效保护箱内物品不被偷窃，然而这种设计风格也非常容易被人仿效和剽窃。
1872年，路易·威登开始大规模改进这种风格，包括自创了一种风格独特的帆布。这种新的帆布的颜色为褐红相间，被称为“有斑纹的帆布”。这一设计再次获得巨大成功，然而很快又再次被人剽窃，赝品大行其道。
路易·威登的皮具仍然销售火爆。在事业节节高升的同时，路易·威登的家庭也发生了许多变化。
1880年，他的儿子乔治和约瑟芬·帕特莱尔结婚。在他们的婚礼当天，老路易将位于斯格里布大街的总店正式移交给乔治。三年之后，乔治的儿子贾斯通-路易·威登出生。
1885年，路易·威登在伦敦开了第一家海外分店。
1888年，乔治·威登推出威登皮箱的新设计。他将箱子的表面设计成西洋跳棋棋盘风格，颜色则是棕色和栗色相间。此外，在皮箱上还印有“路易·威登品牌验证”的标示。即使如此，这一新设计还是被人大量仿制。
1889年，巴黎万国博览会上，这一产品为路易·威登公司赢得了金奖。
1892年，路易·威登开始推出手提包产品，並发行了第一份包含皮箱、手提包和床具的产品名录。同年2月27日，老路易在家中去世，他的儿子乔治正式成为路易·威登公司的掌权人。老路易去世之后，乔治将路易·威登打造为一个享誉世界的品牌。
1893年，乔治在美国芝加哥的世界博览会上展示了路易·威登的产品，从此这一品牌正式登陆美国。此后，乔治一直致力于提高品牌的国际知名度。
1894年，他出版了新书《旅程》。
1896年，路易·威登正式推出了具有品牌标识功能的帆布设计，被称为“字母组合帆布”，因为这款帆布在风格上应用了大量具有象征含义的符号以及路易·威登的标识“LV”。随后，乔治再次远赴美国，游历纽约、费城和芝加哥等大城市，推行路易·威登品牌。
在世纪之交的1900年，乔治被授权组织和设计巴黎世界博览会的“旅行用品及皮具”板块。
1901年，路易·威登公司正式推出“汽船手提包”，这是一款体积非常小巧的手提包，可以置于路易·威登皮箱之中。
1904年，乔治担任圣路易世界博览会主席一职。同年，路易·威登公司推出一系列新的皮箱设计，增加了皮箱内部的储物单元，用于放置香水、服装以及其他物品。
1906年，乔治的儿子贾斯通-路易迎娶芮妮·维尔赛。同年，路易·威登推出车用皮箱。
1914年，位于香榭丽舍大街的路易·威登大厦竣工。当时，这是全世界最大的皮具销售中心。在一战爆发之前，路易·威登在纽约、孟买、华盛顿、伦敦、亞歷山卓、布宜诺斯艾利斯等地的分公司纷纷开张。
1924年，名为Keepall的新箱包正式面世。这款箱包引领了轻型防水旅行式箱包的时尚。它适合短途旅行，因为只能存放少量的必需品。
1929年，即品牌诞生75周年，路易·威登推出一款化妆包，并以“献给歌剧演员玛瑟·舍纳尔”为名面世。这款设计主要用于存放女性化妆用品，包括香水、镜子、粉盒等物品。
1931年，路易·威登开始推出具有异域色彩的设计，包括鳄鱼皮手包、大象皮手包等。这些设计在殖民展览会上大放异彩。
1932年，路易·威登推出“Nóe bag”。这款箱包的主要消费者是香槟酒的酿造者，用于装载和保存香槟酒。
1933年，路易·威登运动型箱包问世。
1936年，乔治·威登去世，标誌着路易·威登高速发展的黄金时代结束。乔治·威登总共设计并推出了超过700款新产品，绝大部分都取得了成功。乔治去世后，他的儿子贾斯通-路易·威登继承了家业。

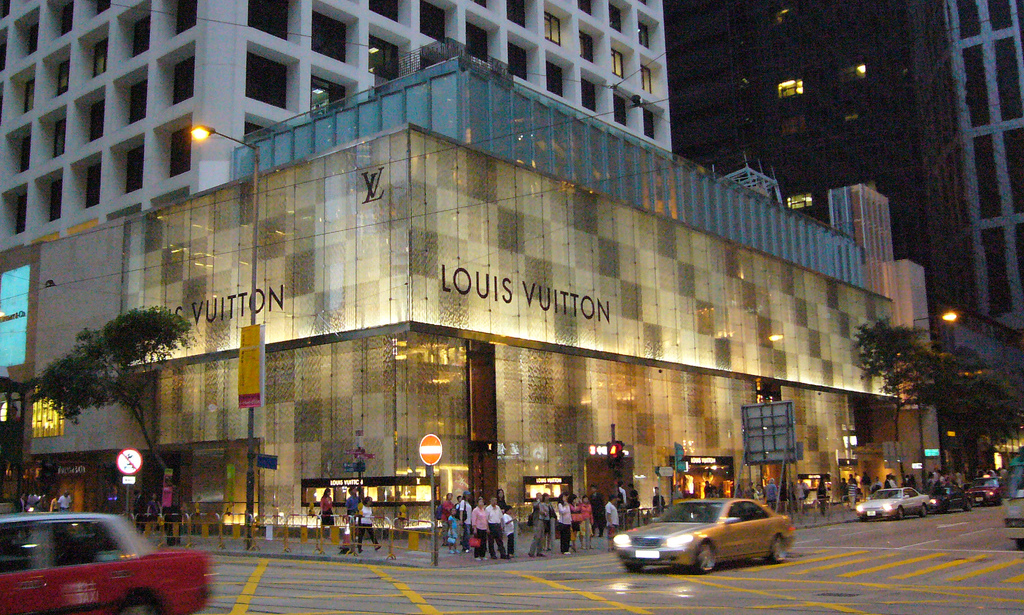
路易·威登位於重新裝修後香港中環置地廣場的專賣店

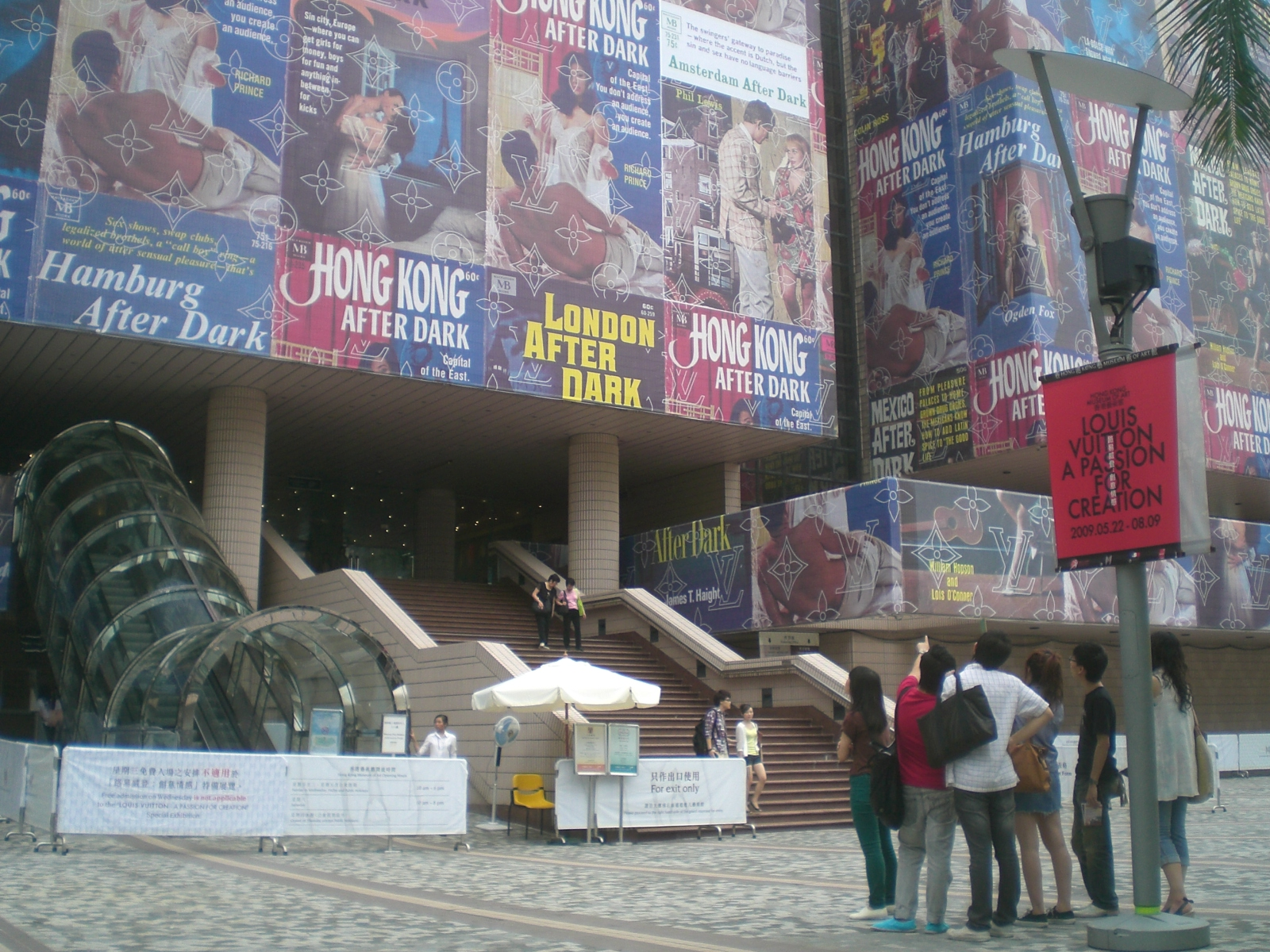
在香港藝術館作當代藝術展覽

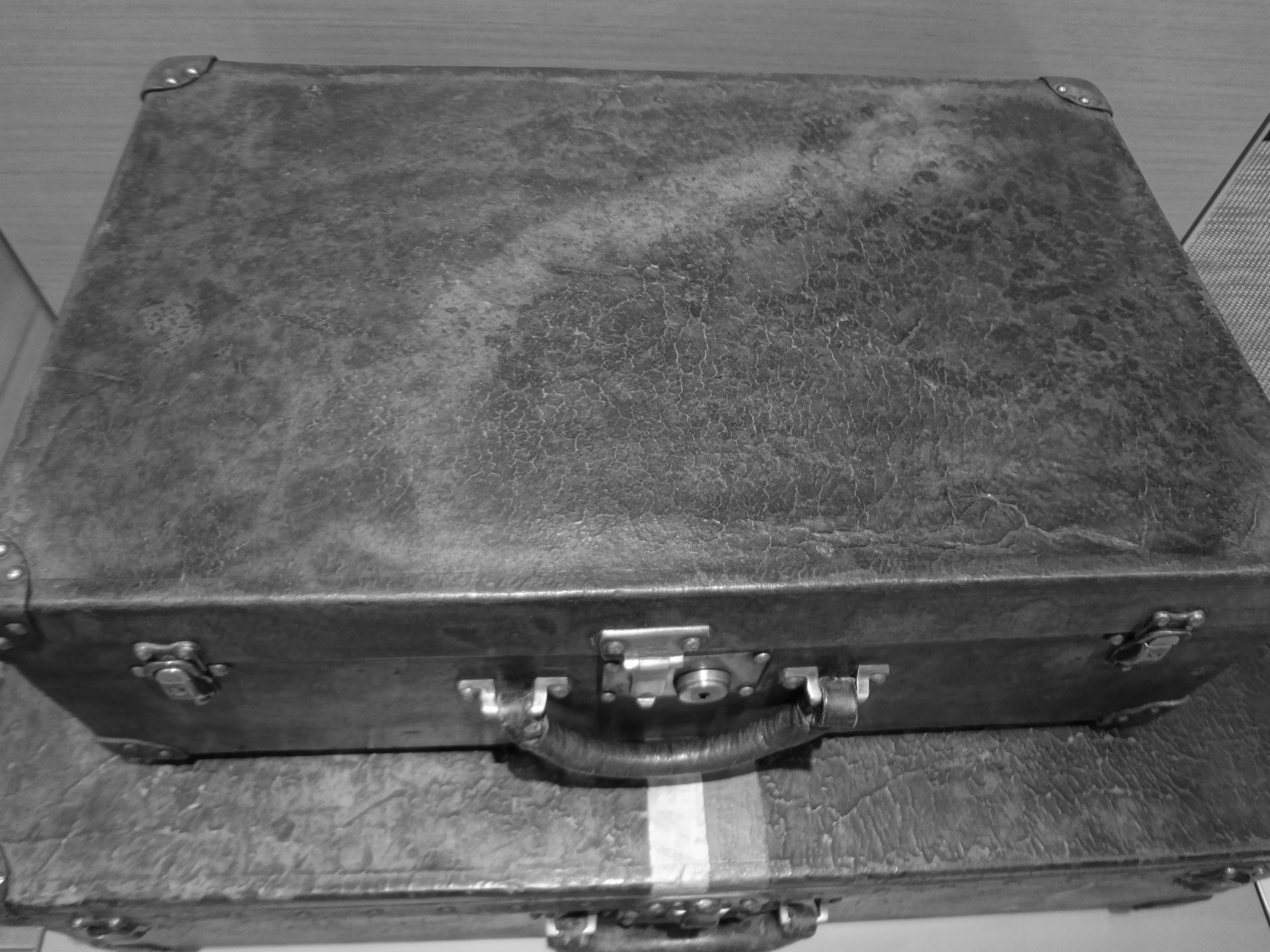
公文包 路易威登 马德里

1946年，为了抵制第二次世界大戰後经济萧条的局面，路易·威登开始超越箱包设计一行，向其他领域投资。
1951年，路易·威登为法国总统奥里奥尔的美国之行提供了全部旅行物品。
1959年，帆布工业技术的改革为箱包生产提供了更加丰富的原料，路易·威登再次推出一系列“字母组合”风格的帆布箱包。
从1959年到1965年，每年都有25款，总计175款新产品问世。
1968年，路易·威登在日本东京设立销售中心。
1969年，贾斯通-路易·威登去世。
1977年，路易·威登在沙特阿拉伯开设分公司。
1978年，路易·威登在日本的东京和大阪开设分店。
1983年，路易·威登与美洲杯划艇比赛合作，创立了“路易·威登杯划艇赛”。在路易·威登杯划艇赛中，经过淘汰赛而胜出的选手与前一年美洲杯的冠军选手比赛定胜负。同年路易·威登在臺北市開設臺灣第一間分店。
1984年，路易·威登在首爾开设分店。
1985年，“Epi皮具”系列产品问世。

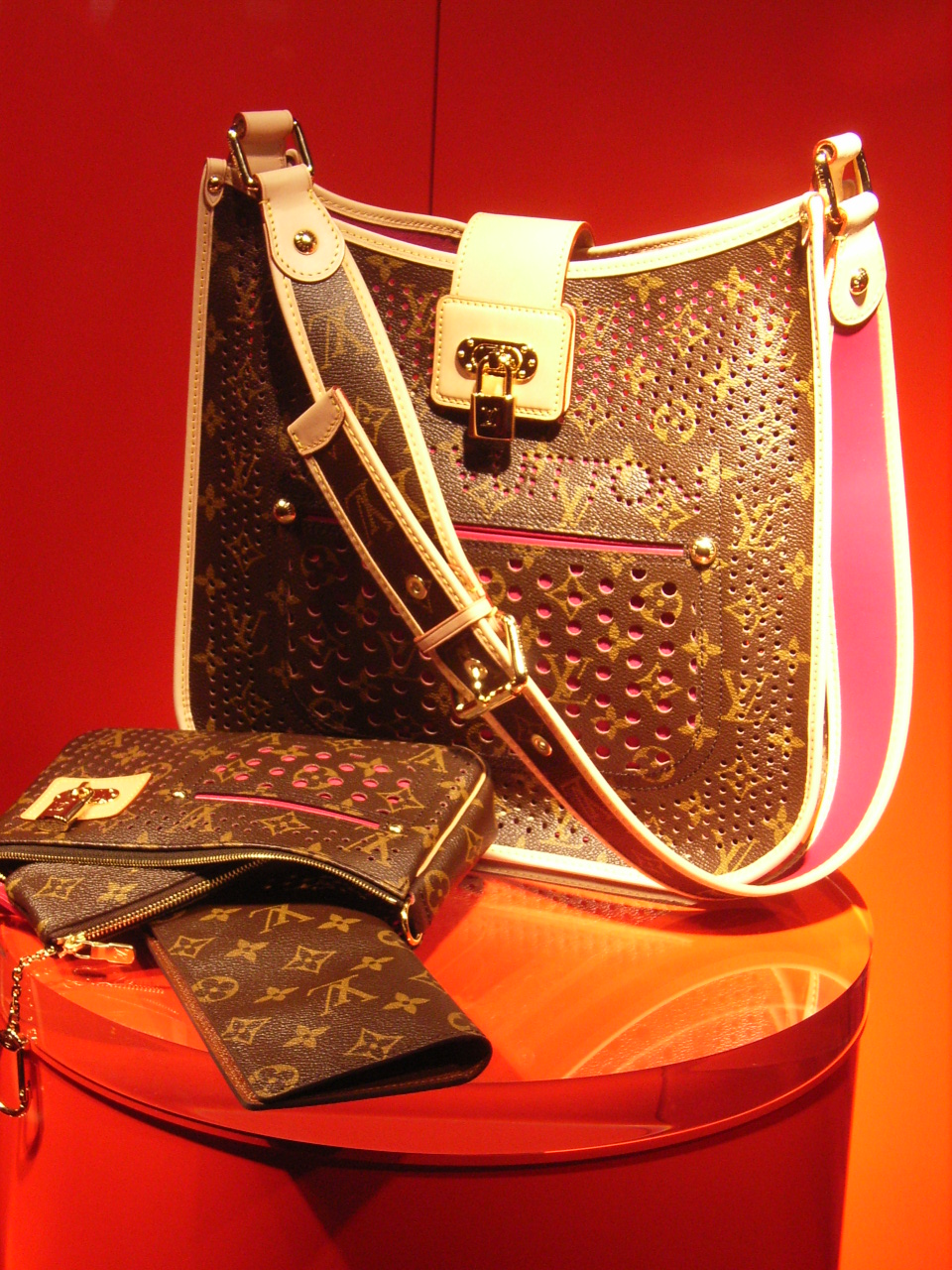
Louis Vuitton路易·威登LV產品

1987年，路易·威登公司和大名鼎鼎的轩尼诗公司合并组成“酩悅軒尼詩路易威登集团”（Moët Hennessy - Louis Vuitton, LVMH Group），正式成为跨越名包、名酒的奢华时尚品牌。
1988年，冠名路易·威登的年度汽车锦标赛在巴黎举行。
1992年，路易·威登在北京开设第一家分店。
1993年，LVMH推出“Taiga”系列箱包，为黑色真皮设计，主要针对男性消费者。
1996年是“字母组合”系列帆布箱包诞生一百周年纪念，LVMH开始为自己旗下风格各异的设计师大力宣传。
1997年，LVMH推出了一系列新的钢笔设计。
1998年，美国著名设计师马克·雅各布斯加盟路易·威登，他主持设计了“字母组合清漆系列”皮包。同年，LVMH推出了自己编写的全球主要城市旅行手册。
2001年，路易·威登推出“涂鸦系列”箱包，其著名的“魅力手镯”也于同年面世。
2002年，LVMH正式推出一系列手表设计。
2002年，在澳門的澳門文華東方酒店開設澳門首間專門店。
2003年，日本著名画家村上隆和路易·威登的首席设计师马克·雅各布斯合作推出了限量珍藏版的“樱桃”和“樱花”系列，以色彩绚烂而著称。
2004年，路易·威登在世界四大城市巴黎、紐約、東京及香港慶祝成立150周年。
2005年，巴黎旗艦店在重新裝修後，於10月9日傍晚6時重新開幕，同日於小皇宮（Petit Palais）舉行時裝表演，亦有開幕慶祝派對，邀請世界各地的嘉賓參加。
2006年9月5日，在澳門的永利澳門開設澳門第二間專門店。
2008年8月28日，在澳門的四季酒店 （澳門）開設澳門第三間專門店。
2009年12月1日，在澳門的壹號廣場開設全球第八間旗艦店。
2013年10月2日，LVMH集團主席Bernard Arnault證實與LV合作長達十六年的創意總監馬克·雅各布斯Marc Jacobs10月約滿後將離任，專注發展其個人品牌，準備上市。
2013年10月2日，路易·威登关闭了在中国广州、哈尔滨和乌鲁木齐的三家门店，2016年3月关闭在上海以及山西两家门店（其中山西太原店于2020年重开），集团在中国的29个城市里设有42家店。
2018年，傳出Louis Vuitton聘請了一名能夠控制天氣的巴西巫師為時裝展驅雨的傳聞，亦傳出該巫師負責為英國哈利王子與Meghan Markle大婚施法，保持天氣良好。

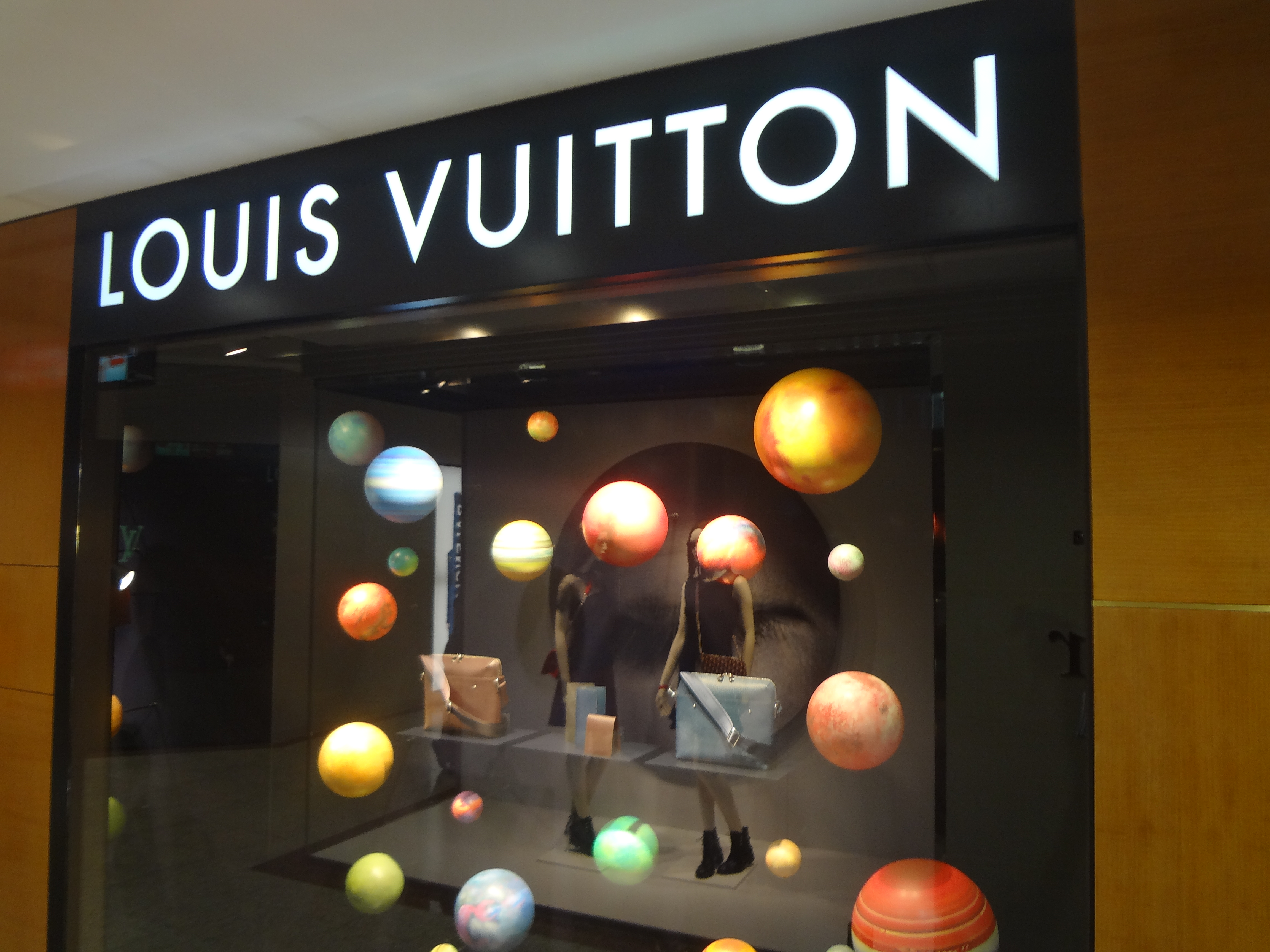
路易威登 马德里 (2016)

2018年，傳出與創意總監尼古拉·蓋斯奇埃爾續約的消息
2018年6月，LV推出首個由維吉爾·阿伯拉赫入主後所推出的男裝設計系列。
2018年，Louis Vuitton 最新的秋冬系列以穿越時空的「時代錯亂」為設計主題，年初在巴黎羅浮宮博物館舉行女裝發布，同年7月起，Louis Vuitton將於香港置地廣場開設為期一個月的香港首間女裝限定店，呈獻 2018 秋冬女裝系列。
2018年，LVMH宣布上半年有機增長達12%(約218億歐羅)，淨收益升了41%，而當中最能賺錢的仍然是Louis Vuitton。
2018年，Louis Vuitton推出新穎的陀螺型小手袋及外表如暖水袋的鏈帶斜揹袋。

## 路易·威登产品

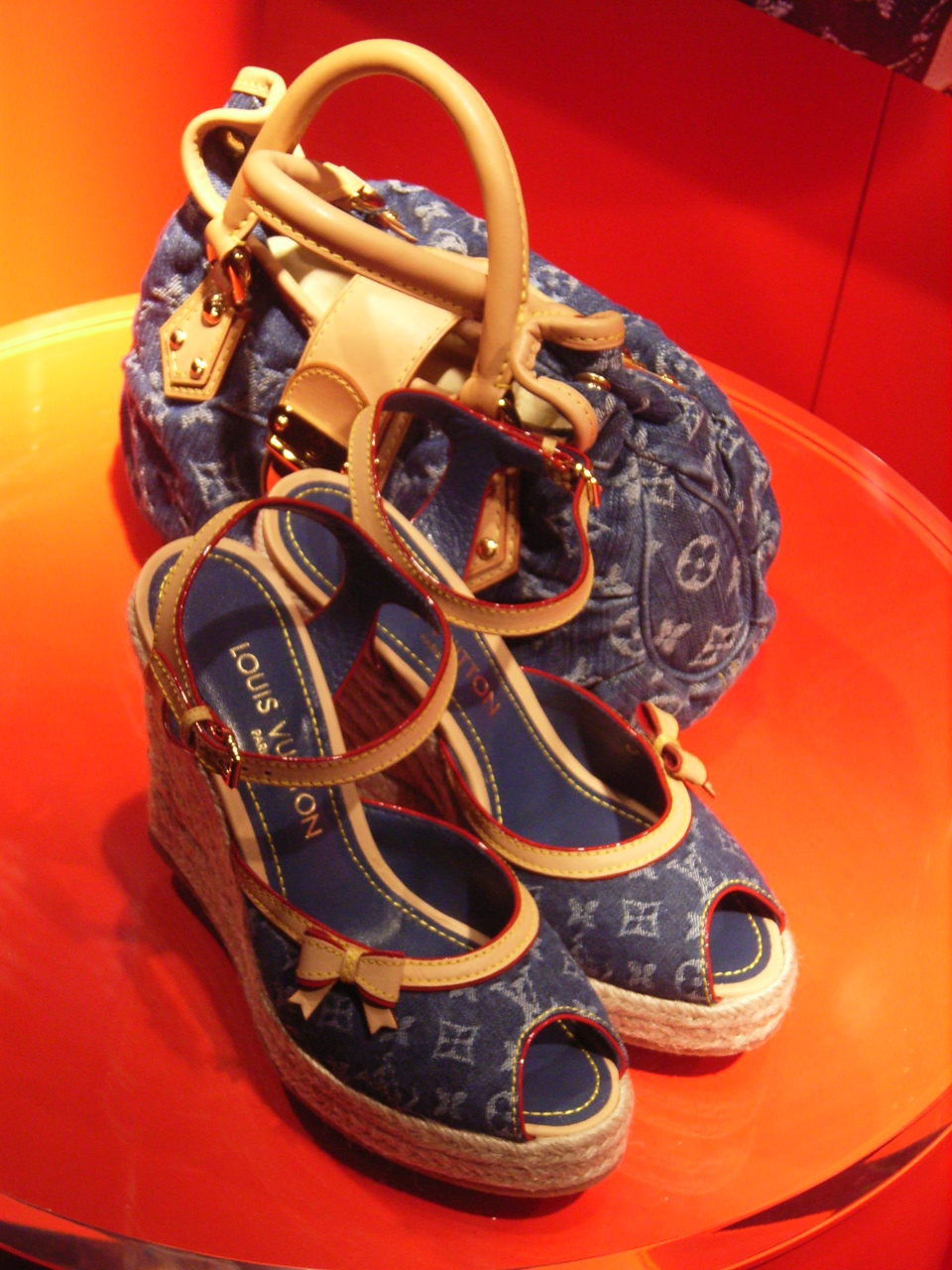
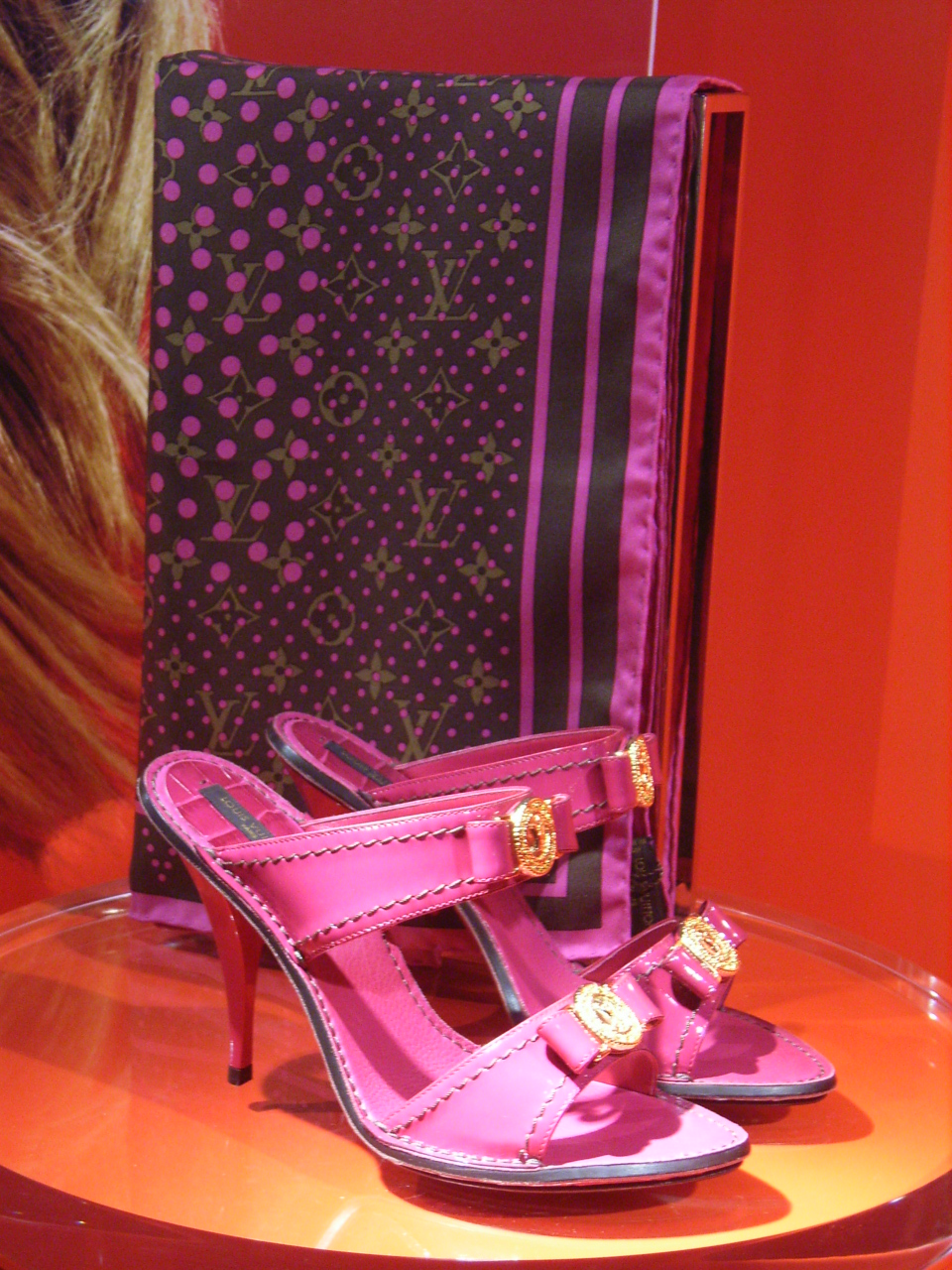

自19世紀以來，路易·威登的行李箱都是手工製作的。[6]當代時尚為LV行李箱的製作提供了預覽：「工匠將皮革和帆布排成一行，一個個地釘上細小的釘子並固定。帶五個字母的防撬實心黃銅鎖配上單個手工製作的鑰匙，這樣設計的目的是確保旅行者只用一支鑰匙就能打開所有行李。每個行李箱的木製框架均由30年的白楊樹製成，這些白楊樹至少干燥了四年。每個旅行箱都有一個序列號，最多可能需要60個小時才能完成生產，一個手提箱可能要長達15個小時。」
该公司的许多产品都使用棕色的Damier和Monogram Canvas材料，这两种材料都在19世纪后期首次使用。该公司的所有产品都具有同名的LV首字母缩写。该公司通过其遍布全球的自有商店销售产品。不仅可以控制產品質量和價格，還可以防止假冒产品进入分销渠道。此外，公司還通過自己的网站LouisVuitton.com分销产品。

## 爭議和糾紛

### 香港版權
法國名牌LV（Louis Vuitton）指稱多間小商戶「侵權」而發信索償事件，觸發網民發起「千人圍LV」活動，但2013年3月10日活動開始時僅得3人現身，包括兩名戴上「V煞面具」的男子，於廣東道LV旗艦店門外示威，呼籲市民罷買其產品，並批評LV與小商戶和解只為防止激起民憤，要求LV向公眾道歉。律師翁靜晶亦到場聲援，要求LV公開以往曾賠償的小商戶名單與涉及金額。
律師翁靜晶稱，過去曾協助3名客戶處理被LV索償的信件，其中一名新加坡客戶由於在報章上刊登展覽會抽獎廣告，列出二獎LV手袋的相片，也收到LV的信件，指其行為侵權，要求賠償數萬新加坡幣。翁認為LV在未判先定「罰款」做法不合理。